# Рённберг, Вильмер
Вильмер Юханнес Рённберг (швед. Vilmer Johannes Rönnberg; род. 28 марта 2002) — шведский футболист, защитник «Варберга».

## Клубная карьера
Является воспитанником «Энскеде», в котором прошёл путь от детских и юношеских команд до основной. В её составе в 2018 году в 16-летнем возрасте дебютировал во втором шведском дивизионе. Летом 2019 года перешёл в «Хаммарбю», где присоединился к юношеской команде клуба, вместе с которой в 2021 году дошел до финала юниорского первенства Швеции. В 2022 году выступал за фарм-клуб — «Хаммарбю Таланг». Провёл за клуб 16 игр в первом дивизионе.
22 декабря 2022 года перешёл в «Варберг», заключив с клубом контракт, рассчитанный на четыре года. Впервые в футболке нового клуба появился на поле 18 февраля 2023 года в игре группового этапа кубка страны с «Эстерсундом». 3 апреля дебютировал в чемпионате Швеции в матче против «Мьельбю», появившись на поле в стартовом составе.

## Клубная статистика
| Выступление      | Выступление      | Выступление      | Лига | Лига | Кубки | Кубки | Конт. кубки | Конт. кубки | Итого | Итого |
| Клуб             | Лига             | Сезон            | Игры | Голы | Игры  | Голы  | Игры        | Голы        | Игры  | Голы  |
| ---------------- | ---------------- | ---------------- | ---- | ---- | ----- | ----- | ----------- | ----------- | ----- | ----- |
| Энскеде          | Дивизион 2       | 2018             | 1    | 0    | 0     | 0     | 0           | 0           | 1     | 0     |
| Энскеде          | Дивизион 2       | 2019             | 8    | 0    | 0     | 0     | 0           | 0           | 8     | 0     |
| Энскеде          | Итого            | Итого            | 9    | 0    | 0     | 0     | 0           | 0           | 9     | 0     |
| Хаммарбю Таланг  | Дивизион 1       | 2022             | 16   | 0    | 0     | 0     | 0           | 0           | 16    | 0     |
| Хаммарбю Таланг  | Итого            | Итого            | 16   | 0    | 0     | 0     | 0           | 0           | 16    | 0     |
| Варберг          | Алльсвенскан     | 2023             | 3    | 0    | 2     | 0     | 0           | 0           | 5     | 0     |
| Варберг          | Итого            | Итого            | 3    | 0    | 2     | 0     | 0           | 0           | 5     | 0     |
| Всего за карьеру | Всего за карьеру | Всего за карьеру | 28   | 0    | 2     | 0     | 0           | 0           | 30    | 0     |